# Lista planetelor minore: 265001–266000
Aceasta este lista planetelor minore cu numerele 265001–266000.

## 265001–265100
| Denumire | Denumire provizorie | Data descoperirii  | Locul descoperirii | Descoperitor(i)             |
| -------- | ------------------- | ------------------ | ------------------ | --------------------------- |
| 265001 – | 2003 ES35           | 7 martie 2003      | Anderson Mesa      | LONEOS                      |
| 265002 – | 2003 EF49           | 10 martie 2003     | Anderson Mesa      | LONEOS                      |
| 265003 – | 2003 EK57           | 9 martie 2003      | Anderson Mesa      | LONEOS                      |
| 265004 – | 2003 EU57           | 9 martie 2003      | Palomar            | NEAT                        |
| 265005 – | 2003 ED59           | 11 martie 2003     | Palomar            | NEAT                        |
| 265006 – | 2003 EH63           | 10 martie 2003     | Palomar            | NEAT                        |
| 265007 – | 2003 FH27           | 24 martie 2003     | Kitt Peak          | Spacewatch                  |
| 265008 – | 2003 FK68           | 26 martie 2003     | Palomar            | NEAT                        |
| 265009 – | 2003 FA69           | 26 martie 2003     | Kitt Peak          | Spacewatch                  |
| 265010 – | 2003 FQ80           | 27 martie 2003     | Socorro            | LINEAR                      |
| 265011 – | 2003 FK94           | 29 martie 2003     | Anderson Mesa      | LONEOS                      |
| 265012 – | 2003 FM103          | 24 martie 2003     | Kitt Peak          | Spacewatch                  |
| 265013 – | 2003 FX129          | 26 martie 2003     | Palomar            | NEAT                        |
| 265014 – | 2003 FE130          | 26 martie 2003     | Kitt Peak          | Spacewatch                  |
| 265015 – | 2003 GN8            | 3 aprilie 2003     | Anderson Mesa      | LONEOS                      |
| 265016 – | 2003 GS24           | 7 aprilie 2003     | Kitt Peak          | Spacewatch                  |
| 265017 – | 2003 GC34           | 5 aprilie 2003     | Kitt Peak          | Spacewatch                  |
| 265018 – | 2003 GS43           | 9 aprilie 2003     | Socorro            | LINEAR                      |
| 265019 – | 2003 HS1            | 23 aprilie 2003    | Campo Imperatore   | CINEOS                      |
| 265020 – | 2003 HF17           | 24 aprilie 2003    | Haleakala          | NEAT                        |
| 265021 – | 2003 HP22           | 24 aprilie 2003    | Kitt Peak          | Spacewatch                  |
| 265022 – | 2003 HA31           | 26 aprilie 2003    | Kitt Peak          | Spacewatch                  |
| 265023 – | 2003 HA42           | 29 aprilie 2003    | Haleakala          | NEAT                        |
| 265024 – | 2003 HJ42           | 28 aprilie 2003    | Anderson Mesa      | LONEOS                      |
| 265025 – | 2003 JG17           | 8 mai 2003         | Socorro            | LINEAR                      |
| 265026 – | 2003 LT6            | 7 iunie 2003       | Kitt Peak          | Spacewatch                  |
| 265027 – | 2003 MH2            | 23 iunie 2003      | Socorro            | LINEAR                      |
| 265028 – | 2003 MZ12           | 24 iunie 2003      | Campo Imperatore   | CINEOS                      |
| 265029 – | 2003 NK             | 1 iulie 2003       | Haleakala          | NEAT                        |
| 265030 – | 2003 NE2            | 3 iulie 2003       | Socorro            | LINEAR                      |
| 265031 – | 2003 OT             | 21 iulie 2003      | Wrightwood         | J. W. Young                 |
| 265032 – | 2003 OU             | 20 iulie 2003      | Palomar            | NEAT                        |
| 265033 – | 2003 OF15           | 22 iulie 2003      | Palomar            | NEAT                        |
| 265034 – | 2003 OT19           | 31 iulie 2003      | Campo Imperatore   | CINEOS                      |
| 265035 – | 2003 OZ19           | 30 iulie 2003      | Needville          | W. G. Dillon, P. Garossino  |
| 265036 – | 2003 OP27           | 24 iulie 2003      | Palomar            | NEAT                        |
| 265037 – | 2003 OT30           | 24 iulie 2003      | Palomar            | NEAT                        |
| 265038 – | 2003 OV32           | 24 iulie 2003      | Palomar            | NEAT                        |
| 265039 – | 2003 PM1            | 1 august 2003      | Haleakala          | NEAT                        |
| 265040 – | 2003 QQ2            | 19 august 2003     | Campo Imperatore   | CINEOS                      |
| 265041 – | 2003 QB7            | 20 august 2003     | Campo Imperatore   | CINEOS                      |
| 265042 – | 2003 QH26           | 22 august 2003     | Haleakala          | NEAT                        |
| 265043 – | 2003 QG27           | 23 august 2003     | Palomar            | NEAT                        |
| 265044 – | 2003 QE35           | 22 august 2003     | Palomar            | NEAT                        |
| 265045 – | 2003 QS49           | 22 august 2003     | Socorro            | LINEAR                      |
| 265046 – | 2003 QH54           | 23 august 2003     | Socorro            | LINEAR                      |
| 265047 – | 2003 QG65           | 23 august 2003     | Palomar            | NEAT                        |
| 265048 – | 2003 QP75           | 24 august 2003     | Socorro            | LINEAR                      |
| 265049 – | 2003 QA80           | 27 august 2003     | Reedy Creek        | J. Broughton                |
| 265050 – | 2003 QR105          | 31 august 2003     | Socorro            | LINEAR                      |
| 265051 – | 2003 QB113          | 31 august 2003     | Socorro            | LINEAR                      |
| 265052 – | 2003 QD114          | 22 august 2003     | Campo Imperatore   | CINEOS                      |
| 265053 – | 2003 RF2            | 2 septembrie 2003  | Reedy Creek        | J. Broughton                |
| 265054 – | 2003 RG10           | 3 septembrie 2003  | Bergisch Gladbach  | W. Bickel                   |
| 265055 – | 2003 RY10           | 4 septembrie 2003  | Socorro            | LINEAR                      |
| 265056 – | 2003 SB9            | 17 septembrie 2003 | Kitt Peak          | Spacewatch                  |
| 265057 – | 2003 SS28           | 18 septembrie 2003 | Palomar            | NEAT                        |
| 265058 – | 2003 SS30           | 18 septembrie 2003 | Kitt Peak          | Spacewatch                  |
| 265059 – | 2003 SD33           | 18 septembrie 2003 | Piszkéstető        | K. Sárneczky, B. Sipőcz     |
| 265060 – | 2003 SV38           | 16 septembrie 2003 | Palomar            | NEAT                        |
| 265061 – | 2003 SG39           | 16 septembrie 2003 | Palomar            | NEAT                        |
| 265062 – | 2003 SZ40           | 17 septembrie 2003 | Palomar            | NEAT                        |
| 265063 – | 2003 SP45           | 16 septembrie 2003 | Anderson Mesa      | LONEOS                      |
| 265064 – | 2003 SA49           | 18 septembrie 2003 | Palomar            | NEAT                        |
| 265065 – | 2003 SX58           | 17 septembrie 2003 | Anderson Mesa      | LONEOS                      |
| 265066 – | 2003 SC78           | 19 septembrie 2003 | Kitt Peak          | Spacewatch                  |
| 265067 – | 2003 SR82           | 18 septembrie 2003 | Kitt Peak          | Spacewatch                  |
| 265068 – | 2003 SM83           | 18 septembrie 2003 | Kitt Peak          | Spacewatch                  |
| 265069 – | 2003 SY94           | 19 septembrie 2003 | Kitt Peak          | Spacewatch                  |
| 265070 – | 2003 SA97           | 19 septembrie 2003 | Palomar            | NEAT                        |
| 265071 – | 2003 SB105          | 20 septembrie 2003 | Palomar            | NEAT                        |
| 265072 – | 2003 SE106          | 20 septembrie 2003 | Palomar            | NEAT                        |
| 265073 – | 2003 SJ132          | 19 septembrie 2003 | Kitt Peak          | Spacewatch                  |
| 265074 – | 2003 SD140          | 18 septembrie 2003 | Campo Imperatore   | CINEOS                      |
| 265075 – | 2003 SN145          | 20 septembrie 2003 | Socorro            | LINEAR                      |
| 265076 – | 2003 SJ152          | 19 septembrie 2003 | Anderson Mesa      | LONEOS                      |
| 265077 – | 2003 SE154          | 19 septembrie 2003 | Anderson Mesa      | LONEOS                      |
| 265078 – | 2003 SN160          | 22 septembrie 2003 | Kitt Peak          | Spacewatch                  |
| 265079 – | 2003 SW162          | 19 septembrie 2003 | Kitt Peak          | Spacewatch                  |
| 265080 – | 2003 SY170          | 23 septembrie 2003 | Uccle              | T. Pauwels                  |
| 265081 – | 2003 SN176          | 18 septembrie 2003 | Palomar            | NEAT                        |
| 265082 – | 2003 SU178          | 19 septembrie 2003 | Socorro            | LINEAR                      |
| 265083 – | 2003 SE188          | 22 septembrie 2003 | Palomar            | NEAT                        |
| 265084 – | 2003 SD191          | 18 septembrie 2003 | Palomar            | NEAT                        |
| 265085 – | 2003 SM209          | 24 septembrie 2003 | Haleakala          | NEAT                        |
| 265086 – | 2003 SS209          | 25 septembrie 2003 | Kvistaberg         | Uppsala-DLR Asteroid Survey |
| 265087 – | 2003 SR235          | 25 septembrie 2003 | Palomar            | NEAT                        |
| 265088 – | 2003 SW242          | 27 septembrie 2003 | Kitt Peak          | Spacewatch                  |
| 265089 – | 2003 SG264          | 28 septembrie 2003 | Socorro            | LINEAR                      |
| 265090 – | 2003 SK274          | 28 septembrie 2003 | Kitt Peak          | Spacewatch                  |
| 265091 – | 2003 SG277          | 30 septembrie 2003 | Socorro            | LINEAR                      |
| 265092 – | 2003 SJ277          | 30 septembrie 2003 | Socorro            | LINEAR                      |
| 265093 – | 2003 ST286          | 21 septembrie 2003 | Palomar            | NEAT                        |
| 265094 – | 2003 SF289          | 28 septembrie 2003 | Socorro            | LINEAR                      |
| 265095 – | 2003 SG289          | 28 septembrie 2003 | Socorro            | LINEAR                      |
| 265096 – | 2003 SE290          | 28 septembrie 2003 | Anderson Mesa      | LONEOS                      |
| 265097 – | 2003 SJ298          | 18 septembrie 2003 | Haleakala          | NEAT                        |
| 265098 – | 2003 SD305          | 17 septembrie 2003 | Palomar            | NEAT                        |
| 265099 – | 2003 SX306          | 30 septembrie 2003 | Kitt Peak          | Spacewatch                  |
| 265100 – | 2003 SZ307          | 27 septembrie 2003 | Socorro            | LINEAR                      |

## 265101–265200
| Denumire | Denumire provizorie | Data descoperirii  | Locul descoperirii | Descoperitor(i) |
| -------- | ------------------- | ------------------ | ------------------ | --------------- |
| 265108 – | 2003 SR395          | 26 septembrie 2003 | Apache Point       | SDSS            |
| 265117 – | 2003 UQ26           | 25 octombrie 2003  | Goodricke-Pigott   | R. A. Tucker    |
| 265193 – | 2004 BW41           | 19 ianuarie 2004   | Catalina           | CSS             |

## 265201–265300
| Denumire | Denumire provizorie | Data descoperirii | Locul descoperirii | Descoperitor(i) |
| -------- | ------------------- | ----------------- | ------------------ | --------------- |
| 265229 – | 2004 DE1            | 17 februarie 2004 | Desert Eagle       | W. K. Y. Yeung  |

## 265301–265400
| Denumire | Denumire provizorie | Data descoperirii  | Locul descoperirii | Descoperitor(i)           |
| -------- | ------------------- | ------------------ | ------------------ | ------------------------- |
| 265327 – | 2004 OS             | 17 iulie 2004      | 7300 Observatory   | W. K. Y. Yeung            |
| 265343 – | 2004 QJ12           | 21 august 2004     | Siding Spring      | SSS                       |
| 265380 – | 2004 RD253          | 15 septembrie 2004 | Mauna Kea          | J. Pittichová, J. Bedient |

## 265401–265500
| Denumire        | Denumire provizorie | Data descoperirii | Locul descoperirii | Descoperitor(i)     |
| --------------- | ------------------- | ----------------- | ------------------ | ------------------- |
| 265425 –        | 2004 TO354          | 11 octombrie 2004 | Kitt Peak          | M. W. Buie          |
| 265426 –        | 2004 UB1            | 19 octombrie 2004 | Hormersdorf        | Hormersdorf         |
| 265458 –        | 2004 YM18           | 18 decembrie 2004 | Mount Lemmon       | Mount Lemmon Survey |
| 265490 Szabados | 2005 GW             | 1 aprilie 2005    | Piszkéstető        | K. Sárneczky        |

## 265501–265600
| Denumire           | Denumire provizorie | Data descoperirii | Locul descoperirii | Descoperitor(i)        |
| ------------------ | ------------------- | ----------------- | ------------------ | ---------------------- |
| 265501 –           | 2005 JR12           | 4 mai 2005        | Mauna Kea          | C. Veillet             |
| 265517 –           | 2005 MK8            | 27 iunie 2005     | Junk Bond          | D. Healy               |
| 265550 –           | 2005 OL19           | 29 iulie 2005     | Needville          | J. Dellinger, D. Wells |
| 265559 –           | 2005 PM24           | 10 august 2005    | Cerro Tololo       | M. W. Buie             |
| 265594 Keletiágnes | 2005 RS3            | 5 septembrie 2005 | Piszkéstető        | K. Sárneczky           |

## 265701–265800
| Denumire | Denumire provizorie | Data descoperirii | Locul descoperirii | Descoperitor(i) |
| -------- | ------------------- | ----------------- | ------------------ | --------------- |
| 265742 – | 2005 UG510          | 24 octombrie 2005 | Mauna Kea          | D. J. Tholen    |
| 265743 – | 2005 VX2            | 6 noiembrie 2005  | Pla D'Arguines     | Pla D'Arguines  |
| 265744 – | 2005 VL4            | 6 noiembrie 2005  | Mayhill            | A. Lowe         |
| 265746 – | 2005 VA6            | 11 noiembrie 2005 | Cordell-Lorenz     | Cordell-Lorenz  |

## 265801–265900
| Denumire | Denumire provizorie | Data descoperirii | Locul descoperirii | Descoperitor(i) |
| -------- | ------------------- | ----------------- | ------------------ | --------------- |
| 265803 – | 2005 XE5            | 6 decembrie 2005  | Desert Moon        | B. L. Stevens   |
| 265822 – | 2005 YS1            | 18 decembrie 2005 | Marly              | P. Kocher       |
| 265897 – | 2006 BG29           | 23 ianuarie 2006  | Nyukasa            | Nyukasa         |

## 265901–266000
| Denumire | Denumire provizorie | Data descoperirii | Locul descoperirii   | Descoperitor(i) |
| -------- | ------------------- | ----------------- | -------------------- | --------------- |
| 265924 – | 2006 BL147          | 21 ianuarie 2006  | Vallemare di Borbona | V. S. Casulli   |